# (907) Rhoda
(907) Rhoda – planetoida z pasa głównego asteroid okrążająca Słońce w ciągu 4 lat i 249 dni w średniej odległości 2,8 au. Została odkryta 12 listopada 1918 roku w Landessternwarte Heidelberg-Königstuhl w Heidelbergu przez Maxa Wolfa. Nazwa pochodzi od imienia żony amerykańskiego astronoma Edwarda Emersona Barnarda. Przed nadaniem nazwy planetoida nosiła oznaczenie tymczasowe (907) 1918 EU.